# Championnat d'Irlande de football 1943-1944
Navigation
Édition précédente Édition suivante
Le Championnat d'Irlande de football en 1943-1944. Le championnat est remporté par Shelbourne FC. Le championnat ne réunit plus que huit clubs.

## Les 8 clubs participants
- Bohemian Football Club
- Cork United Football Club
- Drumcondra Football Club
- Dundalk Football Club
- Limerick Football Club
- Saint James's Gate Football Club
- Shamrock Rovers Football Club
- Shelbourne Football Club

## Classement
| Rang | Équipe                | Pts | J  | G | N | P  | Bp | Bc | Diff |
| ---- | --------------------- | --- | -- | - | - | -- | -- | -- | ---- |
| 1    | Shelbourne FC         | 21  | 14 | 9 | 3 | 2  | 32 | 22 | +10  |
| 2    | Limerick FC           | 20  | 14 | 8 | 4 | 2  | 34 | 19 | +15  |
| 3    | Shamrock Rovers       | 15  | 14 | 5 | 5 | 4  | 38 | 27 | +11  |
| 4    | Dundalk FC            | 15  | 14 | 6 | 3 | 5  | 21 | 19 | +2   |
| 5    | Cork United T         | 14  | 14 | 6 | 2 | 6  | 36 | 28 | +8   |
| 6    | Drumcondra FC         | 14  | 14 | 6 | 2 | 6  | 24 | 28 | -4   |
| 7    | Bohemian FC           | 10  | 14 | 4 | 2 | 8  | 25 | 32 | -7   |
| 8    | Saint James's Gate FC | 3   | 14 | 1 | 1 | 12 | 12 | 47 | -35  |

| Légende : Qualifications et relégations | Légende : Qualifications et relégations |
| --------------------------------------- | --------------------------------------- |
|                                         | Champion d'Irlande                      |
|                                         | T : Tenant du titre P : Promu           |

## Source
- (en) Alex Graham, Football in the Republic of Ireland : a Statistical Record 1921–2005, Soccer Books Ltd, novembre 2005, 142 p. (ISBN 978-1862231351).